# Гомпертсхаузен
Гомпертсхаузен (нем. Gompertshausen) — община в Германии, в земле Тюрингия.
Входит в состав района Хильдбургхаузен. Подчиняется управлению Хельдбургер Унтерланд. Население составляет 502 человека (на 31 декабря 2010 года). Занимает площадь 14,78 км².